# Phelister chilicola
Phelister chilicola är en skalbaggsart som beskrevs av Sylvain Auguste de Marseul 1870. Phelister chilicola ingår i släktet Phelister och familjen stumpbaggar. Inga underarter finns listade i Catalogue of Life.